# Simon de Clisson
 Simon de Clisson (mort le 2 février 1285) est un ecclésiastique breton qui fut évêque de Saint-Malo de 1264 à 1285.

## Biographie
Simon de Clisson est prieur du couvent des Dominicains de Paris lorsqu'il est nommé évêque de Saint-Malo par le Pape Urbain IV qui lui donne l'ordre d'accepter la mitre au nom de la « sainte obéissance » le 4 mars 1264. Il est consacré le 29 juin par l'archevêque de Tours Vincent de Pirmil.
Son épiscopat de plus de 20 ans est marqué par les accords de compromis qu'il obtient dans les litiges entre l'abbé de Paimpont et Eudon de Montfort, seigneur de Gaël, et entre le  chapitre de chanoines de Dol-de-Bretagne et l'abbaye du Mont-Saint-Michel. Il meurt le 2 février 1285 et est inhumé aux Jacobins de Dinan.

## Source
- (en) Catholic Hierachy.org Bishop: Simon de Clisson